# Floßsack

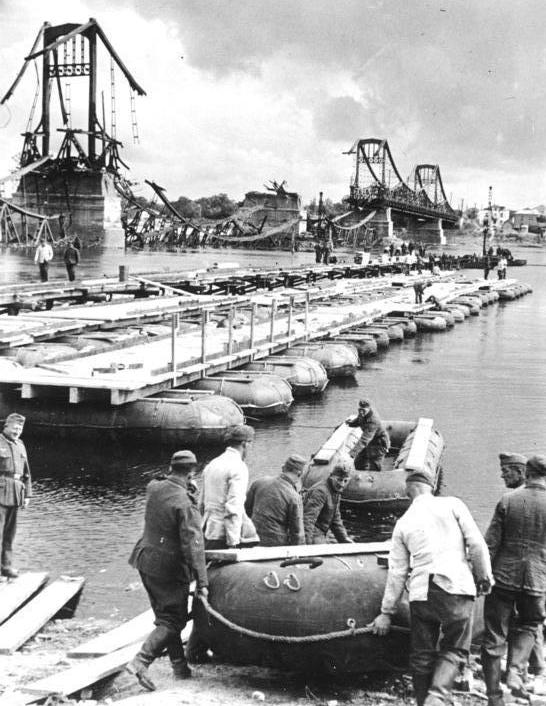
Brückenbau mit Großem Floßsack 34, Kiew 1941

Der Floßsack ist die Bezeichnung für ein Hilfsmittel zum Übersetzen von Soldaten und Material über fließende oder stehende Gewässer.

## Herkunft des Begriffs
Im Ursprung war es ein Sack aus imprägniertem Segeltuch oder anderem Material. Der Floßsack wurde vor dem Gebrauch mit Stroh, Heu, Schilf, Laub oder ähnlichem gestopft. Der Auftrieb entstand durch die Wasserverdrängung des leichten Stopfmaterials. Je nach Sackgröße vermochte er bis acht Mann zu tragen. Man konnte eine größere Anzahl Floßsäcke in einer Reihe auf dem Wasser platzieren und diese als Unterlage für eine provisorische Brücke aus Holzbrettern verwenden.

## Beschreibung
Die Wehrmacht hatte aufblasbare Floßsäcke in zwei Größen, die unterschiedlich genutzt wurden.
Während die kleinen Floßsäcke 34 zu meist für Spähtrupps, das Anbringen oder Entfernen von Sprengladungen an Objekten die aus dem Wasser aufragten und als Rettungsmittel bei Brückenbaustellen (z. B. Brückenkolonne B) eingesetzt wurden, waren die großen Floßsäcke, zusammen mit den Sturmbooten, das wichtigste Hilfsmittel, um Flüsse dort zu überqueren, wo der Gegner nicht darauf vorbereitet war.
Mit dem Großen Floßsack 34 konnten aber auch Fähren gebaut werden. Diese gab je nach Anzahl der Floßsäcke in 2,25 t (2 Floßsäcke), 4,5 t (4 Floßsäcke) und 9 t (8 Floßsäcke). Wie auf dem Bild rechts zu sehen, konnten auch komplette Brücken, jedoch mit einer beschränkten Traglast gebaut werden, diese reichten jedoch für leichte Fahrzeuge und Geschütze aus. Es konnte so ein Brückenkopf mit einer Sicherung durch Panzerabwehr- und Flugabwehrwaffen gebildete werden und motorisierte Spähtrupps (Motorräder oder Pkw) konnten das Umfeld des Brückenschlags erkunden.
Als Dienstvorschrift gibt die D 513/1 folgende Informationen:
| Bezeichnung         | Länge       | Breite       | Gewicht | Traglast                           |
| ------------------- | ----------- | ------------ | ------- | ---------------------------------- |
| Kleiner Floßsack 34 | 3,00 m lang | 1,15 m breit | 55 kg   | 4 Mann (3 mit Ausrüstung / 300 kg) |
| Großer Floßsack 34  | 5,50 m lang | 1,85 m breit | 150 kg  | 8 Mann (7 mit Ausrüstung / 1,35 t) |

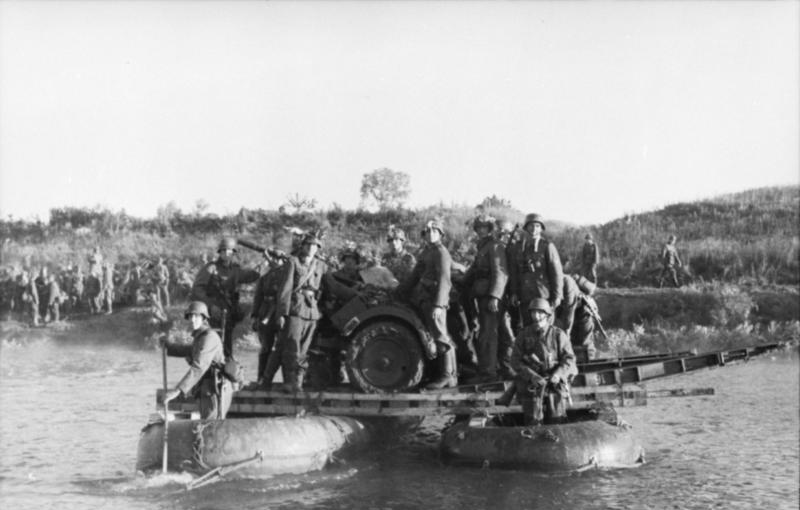
2,25 t Pionierfähre mit Floßsäcken
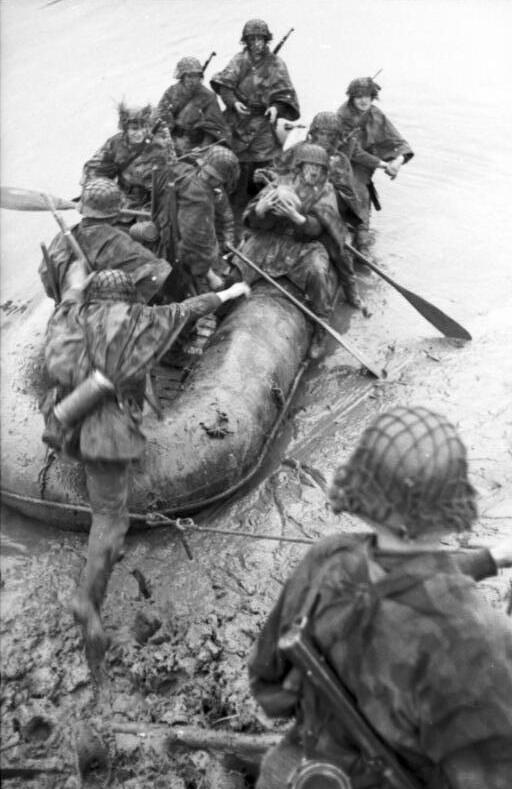
Trupp beim Übersetzen
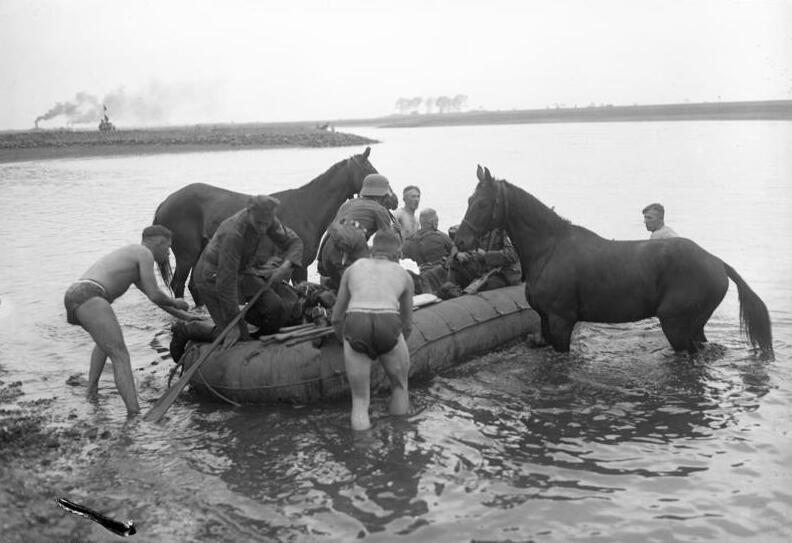
Kavallerie-Übung an der Elbe
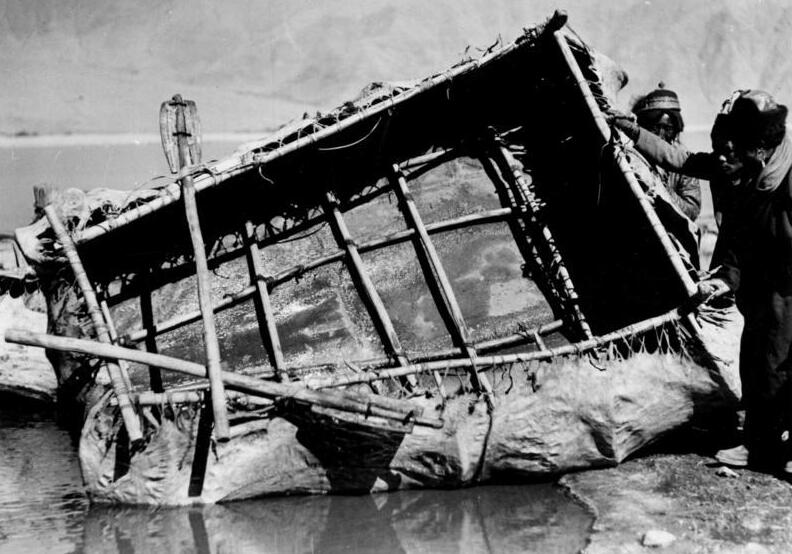
Floß einer Tibetexpedition bei Chagsam mit Floßsäcken